# 起源引擎
起源是一个三维的游戏引擎，在2004年由Valve公司開發，作為GoldSrc引擎的後繼，提供算繪、音效、动画、抗锯齿、界面、网络、美工创意和物理模拟方面的支持。
使用这个引擎制作的第一个游戏是《半衰期2》。Valve在《半衰期2》发行不久后也用它制作了《半衰期》和《反恐精英》的效果更好的版本。另外一些使用它的游戏，比如《戰慄時空2：死鬥模式》與《胜利之日：起源》。
2005年初Troika游戏公司宣布他们的游戏《吸血鬼之避世–血族》使用起源引擎，它们也是第一个获得使用许可的公司。Valve之后宣布Arkane Studios（制作第一人称角色扮演游戏《魔法門之黑暗彌賽亞》的公司）和Smiling Gator Productions也获得了使用许可。
Ritual Entertainment在2005年7月4日宣布他们的新游戏获得了使用起源引擎和Steam系统的许可。

## 引擎技术

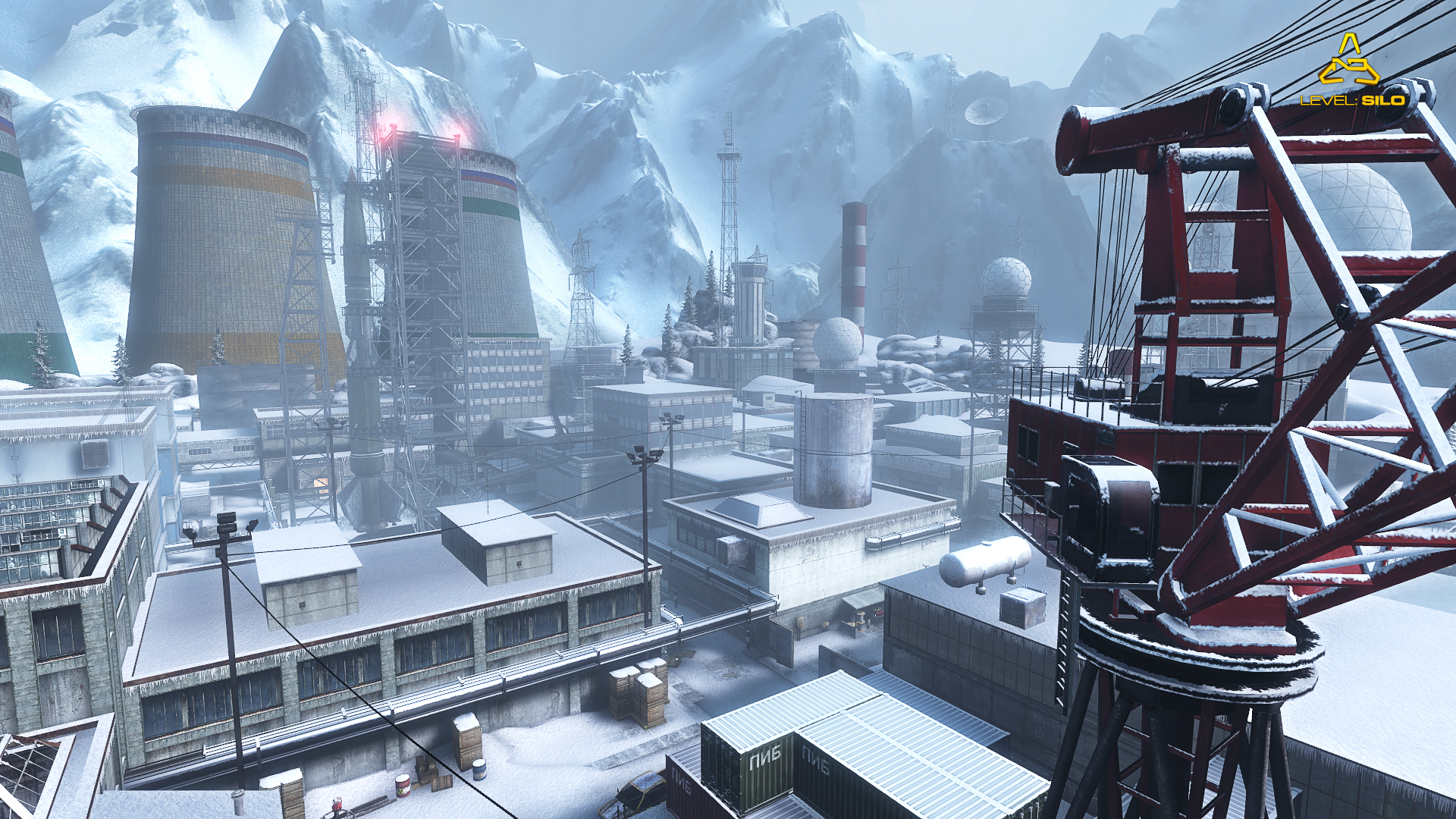
核子黎明

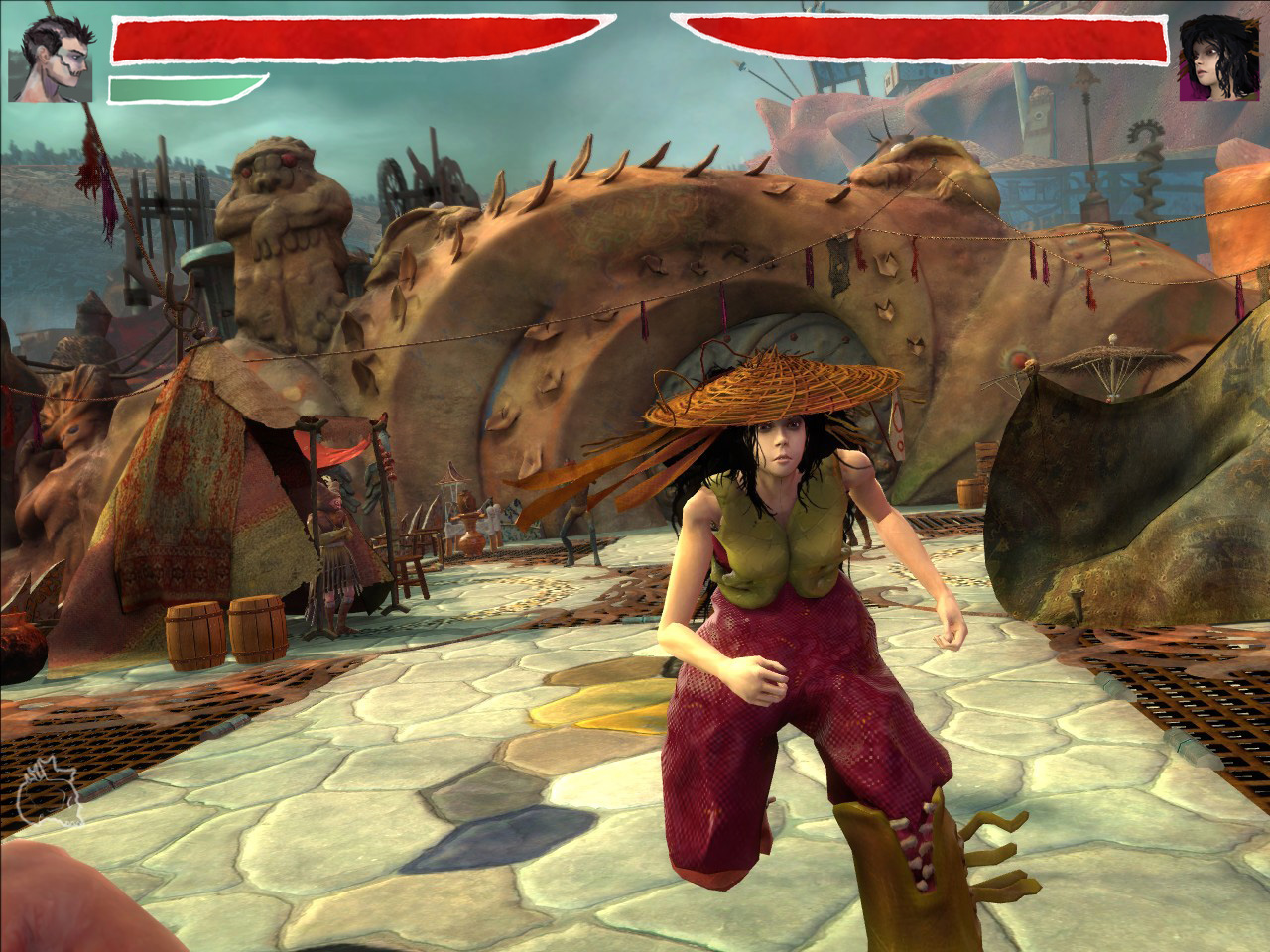
Zeno Clash

起源引擎针对半衰期系列第一个版本的修改所产生的飞跃是显而易见的，物理系统真实性和渲染效果均有大幅度提高。现在的引擎渲染是基于阴影的，且允许通过控制图像来产生大量悦目的效果。起源引擎在Windows系統下使用DirectX驱动、在Linux和Mac OS X系統下使用OpenGL驅動。
物理系统方面，起源引擎是基于Havok引擎的，但是进行大量的几乎重写性质的改写，可以让玩家在单人抑或是联网游戏中体验到额外的交互感觉。人物的死亡可以用称为布娃娃物理系统的部分控制，引擎可以模拟物体在真实世界中的交互作用而不会占用大量资源空间。起源引擎中还加入了车辆元素，多人游戏中也有出现。
起源引擎的另外一个特性就是三维的“地图盒子”，可以让地图外的空间展示为类似于3D效果的画面，而不是以前呆板的平面贴图。这样一来，地图的纵深感觉就更好，可以让远处的景物展示在玩家面前，而不用进行渲染。
起源引擎可以让游戏中的人物模拟情感和表达。每个人物的语言系统是独立的，在编码文件的帮助下，和他们的交流就像真实世界中一样。Valve在每个人物的脸部上面添加了42块“数码肌肉”来实现这一功能。嘴唇的翕动也是一大特性，因为根据所说话语的不同，嘴的形状也是不同的。
起源引擎尽力让一切都模拟真实世界的情况：动画贴图可以和其他动画贴图结合产生新的效果，而一个被称为逆运动学（Inverse Kinematics）的功能能让人物在不同情况下四肢的运动都是不同的。

## 模块性
起源引擎的中心思想就是模块性。起源引擎针对第一代引擎进行了无数改进，由于Steam系统的存在，引擎的每一个小修改玩家都能轻松的得到。当引擎升级到可以支持新的硬件的时候，玩家就能立刻享受到更好的效果。这些核心的特性能保证起源引擎的生命力在几年之内都很旺盛。

## Valve开发者社群
2005年6月28日，Valve启动了Valve开发者社群的维基版本。这个社群现在提供了起源引擎的SDK文档。这个完全由维基技术建立起来的社群提供了自由的交流空间。在开放不久后，Valve宣布“社群的文章……数量几乎翻倍了”。文章的范围从絕對武力：次世代的机器人设计到戰慄時空2的人工智能，再到起源引擎的控制，无所不包。

## 起源2
早在2011年5月，Valve其中一项重要计划就是为起源引擎开发新的内容制作工具来取代现存的老旧工具，使得内容创建更有效率。
Valve在2015年3月举办的游戏开发者大会上公布了起源引擎2，同时表示会提供Vulkan支持，并将对开发者免费开放。此外，Valve还证实他们将会使用自主研发的物理引擎Rubikon。2015年6月17日，《Dota 2》发布了名为“Reborn”的Beta更新，成为首个使用起源引擎2的游戏。后来的《Artifact》和《刀塔霸业》也采用了起源引擎2，并增加了Android与iOS支持。
起源引擎2 是 Valve 在 2015 年宣布的新版起源引擎，原本表示說要開放給所有開發者免費使用，但後續卻沒有了下文，只有各家公司通過私下聯絡才能取得起源引擎2的開發版本。目前有使用起源引擎2的遊戲只有《DOTA2》、《The Lab》、《Artifact》《Dota Underlords》《絕對武力2》和《戰慄時空：愛莉克斯》，目前有對外授權的遊戲則是《S&Box》這款沙盒遊戲。

## 游戏

### 起源

#### Valve开发
- 异形丛生（Alien Swarm）（2010）
- 反恐精英：起源（Counter-Strike: Source）（2004）
- 反恐精英：全球攻势（Counter-Strike: Global Offensive）（2012）
- 決勝之日：次世代（Day of Defeat: Source）（2005）
- 半衰期：起源（Half Life: Source）（2004）
- 半衰期1死亡竞赛：起源（Half-Life Deathmatch: Source）（2006）
- 半衰期2（Half-Life 2）（2004）
- 半衰期2：消失的海岸线（Half-Life 2: Lost Coast）（2005）
- 戰慄時空2：死鬥模式（Half-Life 2: Deathmatch）（2004）
- 戰慄時空2：首部曲（Half-Life 2: Episode One）（2006）
- 戰慄時空2：二部曲（Half-Life 2: Episode Two）（2007）
- （Portal）（2007）
- （Portal 2）（2011）
- 絕地要塞2（Team Fortress 2）（2007）
- 惡靈勢力（Left 4 Dead）（2008）
- 惡靈勢力2（Left 4 Dead 2）（2009）

#### 其他开发者游戏
- 吸血鬼之避世–血族（2004）
- 盖瑞模组（2004）
- 原罪前传：浮现（2006）
- 魔法门之黑暗弥赛亚（2006）
- 致命衝突 Online（2008）（原名：STING, 其他地區稱為K.O.S: Secret Operations）
- 瑪奇英雄傳（2010）
- 噩夢屋2（2010）
- 核子黎明（2011）
- 黑色高地（2012）
- 絕對武力2 Online（2013）
- 史丹利的寓言（2013）
- 絕望深淵（2013）
- 暴動（2014）
- 西部鏢客大戰（2014）
- 泰坦隕落（2014）
- 傳送門故事：梅爾（2015）
- 泰坦降臨2（2016）
- 基建危機（2016）
- 恥辱之日（2017）
- Apex英雄（2019）

### 起源2

#### Valve开发
- Dota 2（2015年由起源引擎移植而来）
- 实验室（The Lab）（2016）
- Artifact（2018）
- 刀塔霸业（Dota Underlords）（2020）
- 半衰期：爱莉克斯（Half-Life: Alyx）（2020）
- 反恐精英2（Counter-Strike 2）（2023）
- 死锁（Deadlock）（待定）

#### 其他开发者游戏
- S&box（英语：S&box）（待定）